# Abbath (álbum)
Abbath es el álbum debut homónimo del exlíder de Immortal Abbath. Fue lanzado el 22 de enero el año 2016 a través de Season of Mist.  Es el único álbum con el baterista francés Kevin Foley (Creature) antes de su salida en diciembre de 2015.
El 12 de enero de 2016, se puso a disposición para la transmisión digital de todo el álbum.

## Recepción crítica
Revisando para Exclaim !, Renee Trottier escribió que "Abbath ha demostrado que él no necesita el nombre immortal para expandir su legado del black metal."  Excretakano MetalSucks describe el disco como "un infierno de un paseo, y muy cierto la música nuestro hombre ha construido en torno a su nombre ".

## Listado de canciones
Todas las letras escritas por Simon Dancaster, toda la música compuesta por Abbath, excepto donde se indique.

| N.º | Título                                                    | Escritor(es)                            | Duración |  |
| 1.  | «To War!»                                                 |                                         | 5:35     |  |
| 2.  | «Winter Bane»                                             |                                         | 6:49     |  |
| 3.  | «Ashes of the Damned»                                     |                                         | 3:51     |  |
| 4.  | «Ocean of Wounds»                                         |                                         | 4:44     |  |
| 5.  | «Count the Dead»                                          |                                         | 4:57     |  |
| 6.  | «Fenrir Hunts»                                            |                                         | 4:38     |  |
| 7.  | «Root of the Mountain»                                    |                                         | 5:40     |  |
| 8.  | «Endless»                                                 |                                         | 4:36     |  |
| 9.  | «Riding on the Wind» (Bonus track; Cover de Judas Priest) | Glenn Tipton, Rob Halford, K.K. Downing | 3:04     |  |
| 10. | «Nebular Ravens Winter» (Bonus track; Cover de Immortal)  | Demonaz, Abbath                         | 4:16     |  |

## Personal

### Abbath
- Abbath Doom Occulta – guitarra, voz, bajo en "Riding on the Wind"[2]
- King ov Hell – bajo (excepto en "Riding on the Wind")
- Creature – batería

### Músicos adicionales
- Ole Andre Farstad – guitarra principal en "To War", "Count the Dead", "Fenrir Hunts"
- Gier Bratland – teclado y muestras (excepto en "Ocean of Wounds")
- Herbrand Larsen – teclado y muestras en "Ocean of Wounds"

### Personal técnico
- Dag Erik Nygaard - guitarra y bajo de ingeniería
- Daniel Bergstrand - batería de ingeniería, mezclador
- Giorgos Nerantzis - mezcla, la ingeniería, el dominio
- Nasvall Urbano - técnico de batería

## Posicionamiento
| Listas (2016)                       | Posiciones |
| ----------------------------------- | ---------- |
| Bélgica (Ultratop flamenca)         | 70         |
| Bélgica (Ultratop valona)           | 156        |
| Países Bajos (Album Top 100)        | 85         |
| Finlandia (Suomen Virallinen Lista) | 33         |
| Francia (SNEP)                      | 171        |
| Suiza (Schweizer Hitparade)         | 88         |